# Liste der Monuments historiques in Guern
Die Liste der Monuments historiques in Guern führt die Monuments historiques in der französischen Gemeinde Guern auf.

## Liste der Bauwerke
| Bezeichnung                                                           | Beschreibung | Standort         | Kennzeichnung | Schutzstatus | Datum     | Bild |
| --------------------------------------------------------------------- | ------------ | ---------------- | ------------- | ------------ | --------- | ---- |
| Calvaire und Säule                                                    |              | Locmeltro (Lage) | PA00091248    | Inscrit      | 1946      |      |
| Kapelle St-Meldéoc                                                    |              | Locmeltro (Lage) | PA00091249    | Inscrit      | 1976      |      |
| Friedhofskreuz                                                        |              | (Lage)           | PA00091250    | Inscrit      | 1937      |      |
| Basilika Notre-Dame mit Wurzel-Jesse-Fenster und Christopherusfenster |              | Quelven (Lage)   | PA00091251    | Classé       | 1840 2014 |      |
| Brunnen                                                               |              | Locmeltro (Lage) | PA00091252    | Classé       | 1976      |      |
| Manoir                                                                |              | Ménorval (Lage)  | PA00091253    | Inscrit      | 1950      |      |

## Liste der Objekte
- Monuments historiques (Objekte) in Guern in der Base Palissy des französischen Kultusministeriums